# Інститут зернових культур НААН України
Інститут зернових культур — провідний національний науково-дослідний інститут з вивчення й розвитку зернових культур у складі НААН України. Розташований у місті Дніпро у Нагірному районі за адресою вулиця Вернадського, 14.
Інтернет-сторінка інституту — http://www.institut-zerna.com [Архівовано 18 вересня 2016 у Wayback Machine.].

## Історія
1915 року на Катеринославській сільськогосподарській станції (зараз Синельниківська дослідна станція у Синельниковому) проводилися результативні дослідження із селекції й насінництва, агротехніки кукурудзи, захисту рослин від шкідників, хвороб та бур'янів, сушіння та зберігання зерна ботаніка В. В. Таланова, й згодом у 1924—1930 роках Б. П. Соколова, Д. С. Фільова, А. Н. Рєпіна та інших вчених, зумовило створення науково-дослідного інституту в Дніпропетровську.
У 1930 році створений Всесоюзний науково-дослідний інститут кукурудзяно-соргового господарства. До його складу входило 10 селекційно-дослідних та дослідних станцій (Синельниківська, Ставропільська, Поволзька, Воронізька, Генічеська, Жеребківська, Ізмаїльська, Красноградська, Розівська, Ерастівська), дослідне господарство Інституту та Московський опорний пункт. Тоді Б. П. Соколов починає роботу над методами гібридизації кукурудзи, і вже у 1932 році з'явилися перші гібриди Інституту — міжсортовий гібрид «Первенець» та сортолінійний «Успіх», що були районовані в Дніпропетровській, Запорізькій та Донецькій областях. Завдяки їм вдалося підвищити врожай на 2—5 ц/га зерна порівняно із сортовим.
В 1934 році інститут перейменовують в Інститут зернового господарства, а в 1956 році на Всесоюзний науково-дослідний інститут кукурудзи.
Під час Другої світової війни працівники інституту працювали у Саратівській області.
У 1992 році інститут увійшов до складу Української академії аграрних наук як Інститут кукурудзи.
У 1996 році набув статусу Інституту зернового господарства.
2011 року Інститут зернового господарства НААН України перейменовано в Інститут зернових культур НААН України. До складу Інституту ввійшов Інститут тваринництва центральних районів НААН України.
Інститут селекціонував та створив нові гібриди кукурудзи, сої, гороху, багаторічних трав, озимої пшениці, соняшнику, ячменю, проса, сочевиці, чини та сортових культур.

## Вчені інституту
В інституті працювали відомі вчені-селекціонери: А. І. Задонцев, Б. П. Соколов, Д. С. Фільов, Ф. Є. Немлієнко, А. І. Рєпін, Б. В. Дзюбецького, О. І. Науменко, М. Я. Телятников, П. І. Сусідко, В. С. Циков, Є. М. Лебедь, А. П. Гіренко, Г. Р. Пікуш, З. Б. Борисонік, А. О. Бабич, І. С. Годулян, В. М. Круть, Ю. К. Кудзін, В. І. Бондаренко, І. К. Артюхова, О. В. Фісюнов, І. П. Макодзеба, М. Я. Трегубенко, А. М. Мироненко, Н. Т. Івахненко, Ї. С. Прокапало, Е. Р. Когана, М. І. Бугаєнко, В. В. Турчин, В. П. Кротінов, Б. В. Виблов, Г. І. Білоус, С. Д. Пішта, В. А. Ремесло, О. П. Борозинець, С. П. Оконський, Ю. М. Лебедєв, М. Д. Бієнко, І. А. Василенко, В. Н. Земцов, Н. Ф. Несенов, В. А. Єськов, І. І. Кулик, Г. М. Мажара, Д. К. Євстаф'єв, Л. К. Киянський та багато інших.
До складу Інститут зернових культур входять:
- Інститут тваринництва центральних районів НААН України,
- Синельниківська селекційно-дослідна станція у міста Синельникове,
- Ерастівська дослідна станція (найменована за відомим поміщиком-вченим Ерастом Костянтиновичем Бродським, що відкрив 1899 року Сільськогосподарську школу у своєму селі; 1911 року школу реорганізовано у Сільськогосподарське училище; 1923 року на базі Ерастівського училища організовано Одеський сільськогосподарський інститут) у п/в Лозуватка П'ятихатського району Дніпропетровської області,
- Генічеська дослідна станція у місті Генічеськ,
- Розівська дослідна станція у смт Розівка Розівського району Запорізької області,
- Дослідне господарство «Дніпро» у селище Дослідне Дніпровського району Дніпропетровської області,
- Державне підприємство дослідне господарство «Красноградське» у місті Красноград,
- Державне підприємство «Поливанівка» з двома відділеннями у селі Кільчень (І відділення) та селі Дубравка (ІІ відділення) Магдалинівського району Дніпропетровської області.